# Maria Leszczyńska
Maria Carolina Sophia Felicitas Leszczyńska (Trzebnica, 23 juni 1703 — Versailles, 24 juni 1768) was de echtgenote van Lodewijk XV van Frankrijk. Door haar huwelijk in 1725 werd zij koningin van Frankrijk.

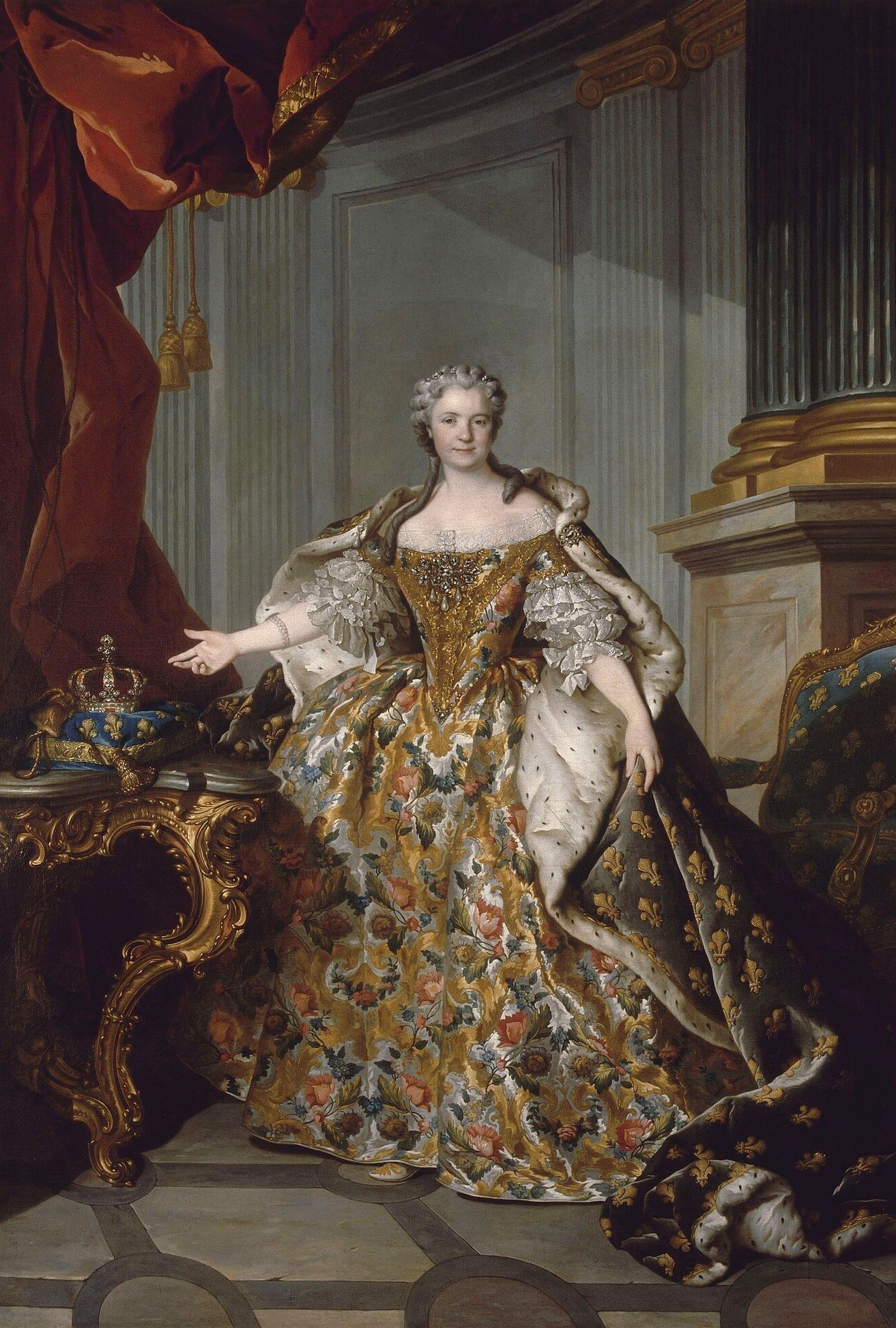
Koningin Maria Leszczyńska door Louis Tocqué

Het was zuiver toeval dat Maria koningin van Frankrijk werd. Zij werd geboren als tweede dochter en aangezien haar oudere zus Anna (1699-1717) al jong stierf, bleef zij over als enige erfgename van de Poolse koning Stanislaus Leszczyński en Catharina Opalińska. Toen Maria zes jaar oud was werd haar vader van de troon gestoten en moest haar familie het land verlaten. Van land tot land vluchtend kwamen de Leszczyński’s uiteindelijk in de Elzas terecht.

## Leven
Nadat Lodewijk IV van Bourbon-Condé, de eerste minister, de verloving van Lodewijk XV met de Spaanse infante Marianne Victoria had ontbonden - die nog geregeld was door de regent -, werd Maria gekozen als huwelijkskandidate voor de koning, niet zonder kritiek, want de dochter van een afgezette koning was geen prestigieuze of nuttige partij. Het huwelijk werd ingezegend te Fontainebleau op 5 september 1725. De nieuwe koningin was zeven jaar ouder dan haar vijftienjarige echtgenoot. Het koningspaar kreeg tien kinderen, waaronder de dauphin Lodewijk, die zijn vader niet op zou volgen.
In 1733 kwam Lodewijk XV tussenbeide in de Poolse Successieoorlog ten gunste van zijn schoonvader. Door de Vrede van Wenen verloor Stanislaus echter definitief zijn koninkrijk, maar kreeg hij door bemiddeling van zijn schoonzoon ter compensatie het bescheidener Lotharingen en Bar. Na de dood van haar vader schonk Maria als bruidsschat Lotharingen aan haar echtgenoot, zoals eerder in hun huwelijksovereenkomst was beslist.
Tot 1735 leek het huwelijk vrij probleemloos, ook al toonde de koning weinig affectie aan het adres van zijn echtgenote. Maar daarna begon Lodewijk zich steeds vaker losbandig te gedragen en de koningin moest lijdzaam toezien hoe aan het hof de koninklijke maîtresses elkaar in ijltempo opvolgden en haar vaak met misprijzen behandelden. Gekwetst in haar waardigheid trok Maria Leszczyńska zich steeds vaker in de verborgenheid terug. Zij werd ernstig en devoot, en verdeelde haar tijd tussen gebed en meditatie, liefdadigheid en de opvoeding van haar kinderen. Zij overleed te Versailles terwijl de koning intussen zonder schroom pronkte met zijn maîtresse Madame du Barry.

De “bouchée à la Reine” (gekend als vol-au-vent) zou door haar zijn aangepast. Zij at zo graag vol-au-vent à la reine, dat ze opdracht gaf om kleine vol-au-vents te laten maken; het fameuze koninginnenhapje.

## Kinderen
Maria kreeg in totaal tien kinderen:
| Afbeelding | Naam               | Geboren          | Overleden        | Bijzonderheden |
| ---------- | ------------------ | ---------------- | ---------------- | --- |
|            | Louise Elisabeth   | 14 augustus 1727 | 6 december 1759  | Was de favoriete dochter van koning Lodewijk XV. Louise-Elisabeth huwde met infant Filips van Spanje, een zoon van koning Filips V van Spanje. Samen werden zij in 1748 hertog en hertogin van Parma en Piacenza. Zij waren de ouders van: Isabella (die huwde met keizer Jozef II); Ferdinand en Maria Louisa, de koningin van Spanje als vrouw van Karel IV. |
|            | Henriëtte Anne     | 14 augustus 1727 | 10 februari 1752 | Was de jongere tweelingzus van madame Louise-Elisabeth. Bleef ongehuwd. Ze had wel een relatie met Lodewijk Filips I, hertog van Orléans. |
|            | Marie Louise       | 28 juli 1728     | 19 februari 1733 | |
|            | Lodewijk Ferdinand | 4 september 1729 | 20 december 1765 | Was sinds zijn geboorte de Franse kroonprins (Dauphin). Huwde eerst met infante Maria Theresia van Spanje, een dochter van koning Filips V van Spanje, en zusje van infant Filips, die gehuwd was met Louise-Elisabeth, Lodewijks oudste zus. Uit dit huwelijk kwam een dochter voort, na de geboorte stierf Maria Theresia. Hij huwde voor een tweede maal met Maria Josepha van Saksen, een dochter van koning Augustus III van Polen. Uit dit huwelijk kwamen onder meer de koningen Lodewijk XVI, Lodewijk XVIII en Karel X voort. Stierf plotseling in 1765 aan tuberculose. |
|            | Philippe Lodewijk  | 30 augustus 1730 | 17 april 1733    | |
|            | Marie Adélaïde     | 23 maart 1732    | 27 februari 1800 | Bleef ongehuwd. Stierf in Rome, wat in die tijd tot de Kerkelijke Staat behoorde. |
|            | Victoire Louise    | 11 mei 1733      | 7 juni 1799      | Bleef ongehuwd. |
|            | Sophie Philippine  | 27 juli 1734     | 2 maart 1782     | Bleef ongehuwd. |
|            | Thérèse Félicia    | 16 mei 1736      | 28 december 1744 | Werd opgevoed aan de Abdij van Fontevraud. |
|            | Louise Marie       | 15 juli 1737     | 23 december 1787 | Bleef ongehuwd,zij sloot zich aan tot de Orde van de Karmelieten. |

- Bibliothèque nationale de France: cb12994871j (data)
- Gemeinsame Normdatei: 118577786
- International Standard Name Identifier: 0000 0001 2181 5020
- Library of Congress Control Number: n85222221
- Nationale Bibliotheek van Tsjechië: jo20181006658
- Nationale Bibliotheek van Israël: 987007275874805171
- Nationale Bibliotheek van Polen: a0000001182953
- Nederlandse Thesaurus van Auteursnamen: 074416553
- Réseau des bibliothèques de Suisse occidentale: 02-A000110482
- Istituto Centrale per il Catalogo Unico: TO0V417355
- LIBRIS: 210938
- Système universitaire de documentation: 028946464
- Union List of Artist Names: 500353672
- Virtual International Authority File: 148917739
- WorldCat: E39PBJqk4MJqrYxXGVrJFQJkXd